# George Otto Gey
George Otto Gey (/ɡaɪ/ GHY; 6 de julho de 1899 – 8 de novembro de 1970) foi o biólogo celular do Hospital Johns Hopkins a quem se atribui o crédito de propagar a linhagem celular HeLa a partir do tumor cervical de Henrietta Lacks. Ele passou mais de 35 anos desenvolvendo inúmeras descobertas científicas na Escola de Medicina e no Hospital da Universidade Johns Hopkins.

## Primeiros anos e educação
Gey nasceu em Pittsburgh, Pensilvânia, em 6 de julho de 1899, filho de imigrantes alemães Frank e Emma Gey. Ele tinha um irmão mais velho e uma irmã mais nova. Os pais de Gey imigraram da Alemanha, e de acordo com o Censo dos Estados Unidos de 1910, eles moravam nos subúrbios de Pittsburgh.
Gey formou-se na Peabody High School, e obteve sua graduação em biologia pela Universidade de Pittsburgh em 1920. Ele trabalhou como carpinteiro e pedreiro para ajudar a pagar seus estudos na faculdade. Por volta de 1926, casou-se com Margaret K. (1900–1989), e mais tarde eles se mudaram para Baltimore, onde ele cursaria medicina na Universidade Johns Hopkins. Gey ficou na faculdade de medicina, indo e voltando, por oito anos, pois frequentemente ficava sem dinheiro para pagar a mensalidade.

## Carreira

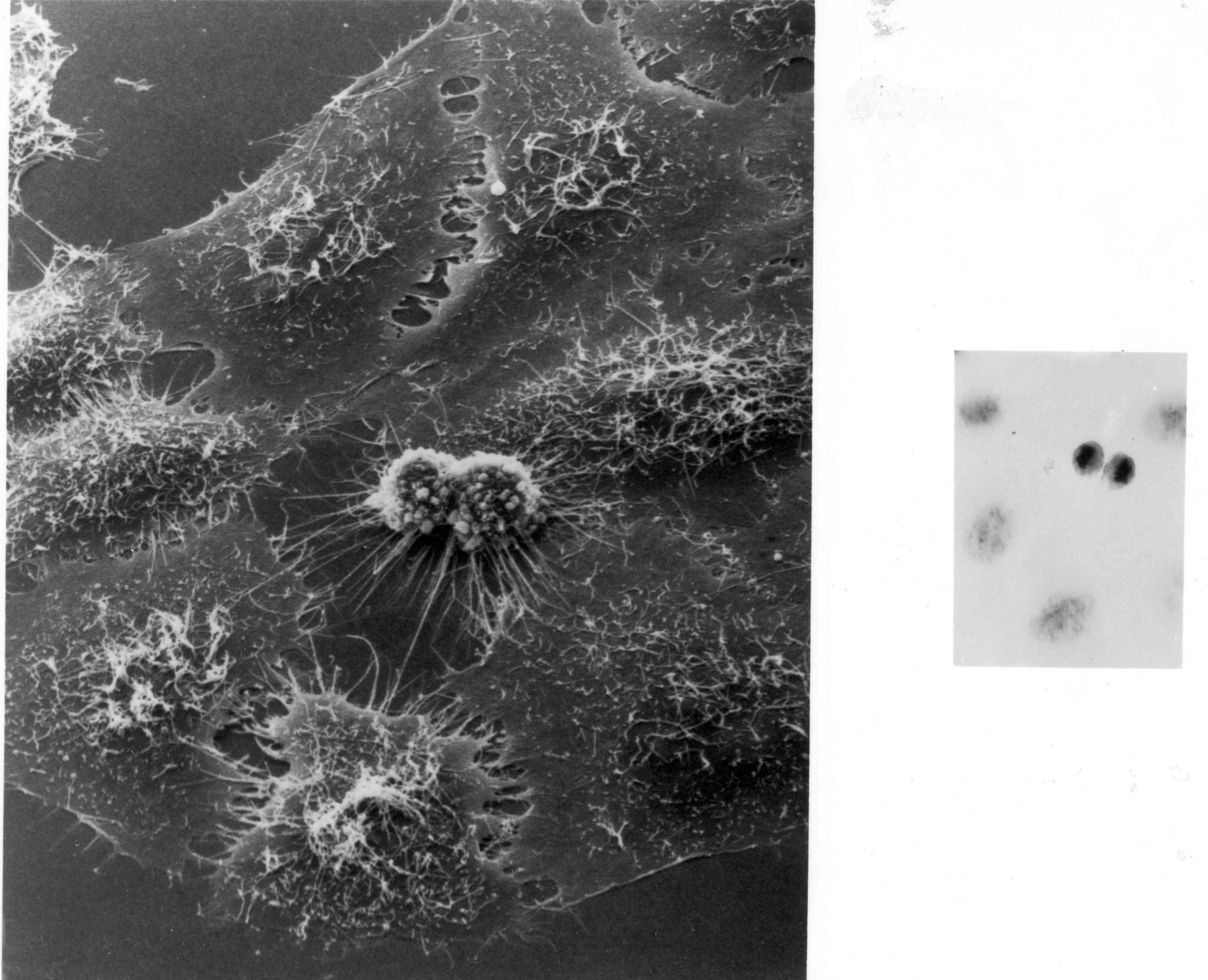
Primeira imagem de células HeLa tirada pelo Dr. Gey, 1951

Depois de se formar em Hopkins em 1933, Gey iniciou imediatamente seus 37 anos de carreira como professor na Escola de Medicina da Universidade Johns Hopkins.
Em 1951, a assistente de pesquisa de Gey, Mary Kubicek, isolou células de um tumor cervical removido por um cirurgião em uma mulher chamada Henrietta Lacks. Essas células se mostraram muito incomuns, pois podiam crescer em meio de cultura que era constantemente agitado usando o tambor rotativo — técnica desenvolvida por Gey; elas não precisavam de uma superfície de vidro para crescer e, portanto, não havia limitação de espaço. Quando Gey percebeu a longevidade e resistência dessas células, que ele chamou de HeLa, começou a compartilhá-las com cientistas de todo o mundo, e o uso da linhagem celular HeLa se tornou disseminado. As células foram usadas no desenvolvimento da vacina contra a poliomielite, levaram à primeira clonagem de uma célula humana, ajudaram na descoberta de que os seres humanos têm 46 cromossomos e foram utilizadas para desenvolver a fertilização in vitro. Quando Gey publicou um breve resumo reivindicando algum crédito pelo desenvolvimento da linhagem, as células já eram usadas por cientistas em todo o mundo.
Devido às capacidades de crescimento incomuns da linhagem celular HeLa, ela também contaminou muitas culturas celulares e arruinou anos de pesquisa, como descobriu Stanley Gartler em 1966. As células, ao que parece, podiam flutuar em partículas de poeira e ser transferidas em mãos não lavadas ou pipetas reutilizadas, e, assim, acabavam em outras culturas celulares. Por serem tão invasivas, bastava uma única célula para que toda a cultura fosse dominada.

### Meio de Cultura Gey e a Técnica de Sangria de Galinhas
Gey e sua esposa desenvolveram seu próprio meio de cultura celular para preservar linhagens celulares, mas o maior obstáculo era a contaminação. A formação em biologia de George não o preparara para problemas de contaminação que poderiam surgir em determinadas circunstâncias, então foi sua esposa Margaret quem o educou nesse assunto. A receita do meio de cultura deles era constantemente mudada e modificada, mas uma das fórmulas continha ingredientes incomuns como sangue de galinha e fetos de vaca. Foi assim que ele e a esposa conceberam a “Técnica de Sangria de Galinhas”, e o processo acabou sendo documentado para outros pesquisadores interessados. A “Técnica de Sangria de Galinhas” consistia em retirar sangue de uma galinha, imobilizando-a pelos pés e pescoço em uma tábua de corte e inserindo uma agulha de seringa no coração da ave.

### Associação de Cultura de Tecidos (TCA)
Durante o período de Gey em Johns Hopkins, ele fundou e foi o primeiro presidente da Tissue Culture Association (TCA). O principal objetivo da TCA era apresentar aos cientistas a metodologia de cultura de tecidos e treinar pessoal técnico. A TCA é conhecida hoje como a Sociedade para Biologia In Vitro. Ao longo dos anos, Gey arrecadou milhões de dólares para construir a sede permanente da TCA, o W. Alton Jones Cell Science Center em Lake Placid, Nova Iorque. Alguns avanços médicos obtidos graças à TCA incluem o crescimento clonado de células de roedores, o desenvolvimento de cinematografia em lapso de tempo e o exame de estruturas celulares por microscopia eletrônica.

### Controvérsias
Houve controvérsia sobre como as células foram obtidas, conforme ficou famoso no livro The Immortal Life of Henrietta Lacks, pois as células foram retiradas de Henrietta Lacks sem o conhecimento ou permissão dela, e sua família só descobriu nos anos 1970. Gey foi cuidadoso em manter o nome real dela em sigilo, que só se tornou público depois de sua morte.

## Vida pessoal e morte
Gey e sua esposa tiveram dois filhos, George O. Gey Jr. e Frances Green. George O. Gey Jr. tornou-se cardiologista, fazendo seu internato e residência no Johns Hopkins Bayview Medical Center.
Em 8 de novembro de 1970, Gey morreu de câncer de pâncreas em Baltimore, Maryland, menos de um ano após o diagnóstico inicial. Durante um procedimento de emergência relacionado ao câncer, os médicos descobriram que a doença havia se espalhado pelos gânglios linfáticos, pulmões e coração, tornando o tumor inoperável. Gey viajou para Nova Iorque para participar de um teste experimental de quimioterapia. Ele queria que os médicos tentassem retirar uma parte do câncer em seu pâncreas para cultivar uma nova linhagem celular para pesquisa. No entanto, os médicos descobriram que o câncer havia se espalhado para tantos órgãos que seria muito arriscado remover qualquer tecido para pesquisa. Gey ficou “furioso” ao saber disso.

## Legado
Gey é creditado pela criação do tambor rotativo, essencial para o desenvolvimento da linhagem celular HeLa. Essa máquina foi uma das primeiras a ajudar a nutrir culturas celulares. O tambor rotativo continha diversos espaços onde se colocavam os tecidos e as substâncias necessárias para seu crescimento. O tambor girava para misturar as substâncias e, uma vez por hora, expunha brevemente as culturas ao ambiente, antes de mergulhá-las novamente no líquido.
Gey também é apontado como um dos primeiros a documentar em filme a divisão e o crescimento celular. Ele projetou uma câmera de lapso de tempo de doze pés de altura, construída a partir de peças de um ferro-velho próximo, equipada com uma incubadora com controle de temperatura.
Outro legado importante deixado por Gey para a comunidade científica foi seu ensino. Em seu laboratório, acreditava-se que “a forma de matar suas culturas celulares era usar uma técnica descuidada”. Ele treinou centenas de pesquisadores ao redor do mundo em suas técnicas estéreis e introduziu a importância de estudos cautelosos. Embora Gey não tenha tido a oportunidade de publicar artigos sobre suas pesquisas ou criar patentes antes de sua morte prematura, ele deixou um legado de compreensão do câncer e estabeleceu as bases a partir das quais a pesquisa sobre câncer e o cultivo de células se desenvolveram.

## Prêmios e honrarias
Em 1954, o Memorial Sloan Kettering Cancer Center selecionou Gey para receber o Prêmio Katherine Burken Judd por suas contribuições à pesquisa do câncer. Ele ganhou o Prêmio Wien de Citologia do Câncer em 1956.